# Elecciones al Parlamento de Galicia
Las elecciones al Parlamento de Galicia son las elecciones autonómicas en las que los ciudadanos de Galicia eligen a los miembros del Parlamento de Galicia. El Parlamento de Galicia está formado por setenta y cinco parlamentarios. Las últimas elecciones al Parlamento de Galicia se celebraron en 2024.

## Sistema electoral

Diputados por circunscripción (2024)

El Estatuto de Autonomía de Galicia de 1981 establece que los miembros del Parlamento de Galicia son elegidos mediante sufragio universal, igual, libre, directo y secreto. También establece que el Parlamento debe estar compuesto por un mínimo de sesenta diputados y un máximo de ochenta. La Ley Electoral de Galicia establece su composición en setenta y cinco diputados. Los parlamentarios se eligen mediante escrutinio proporcional plurinominal con listas cerradas en cada circunscripción electoral.
Las circunscripciones electorales del Parlamento de Galicia se corresponden con las cuatro provincias gallegas. A cada provincia le corresponde un mínimo inicial de diez diputados. Los treinta y cinco diputados restantes se distribuyen entre las provincias en proporción a su población. Así, en las elecciones de 2016 el reparto fue el siguiente:
25 diputados a La Coruña, 14 a Lugo, 14 a Orense y 22 a Pontevedra. La asignación de escaños a las listas electorales se realiza mediante el sistema D'Hondt. La barrera electoral es del 5% de los votos válidos de la circunscripción.
Desde la reforma de la LOREG de 2007 en las elecciones autonómicas de todas las comunidades autónomas las candidaturas deben presentar listas electorales con una composición equilibrada de hombres y mujeres, de forma que cada sexo suponga al menos el 40% de la lista. Esta reforma fue recurrida por el Grupo Parlamentario Popular del Congreso de los Diputados ante el Tribunal Constitucional, que en 2008 concluyó que la reforma sí era constitucional.

## Resultados
| Año  | Parlamento | Escaños       | Escaños | Escaños | Circunscripciones | Ganadores por provincia |
| ---- | ---------- | ------------- | ------- | ------- | ----------------- | ----------------------- |
| 2024 |            |               | PPdeG   | 40      |                   |                         |
| 2024 |            | BNG           | 25      |         |                   |                         |
| 2024 |            | PSdeG         | 9       |         |                   |                         |
| 2024 |            | DO            | 1       |         |                   |                         |
|      |            |               |         |         |                   |                         |
| 2020 |            |               | PPdeG   | 42      |                   |                         |
| 2020 |            | BNG           | 19      |         |                   |                         |
| 2020 |            | PSdeG         | 14      |         |                   |                         |
|      |            |               |         |         |                   |                         |
| 2016 |            |               | PPdeG   | 41      |                   |                         |
| 2016 |            | En Marea      | 14      |         |                   |                         |
| 2016 |            | PSdeG         | 14      |         |                   |                         |
| 2016 |            | BNG           | 6       |         |                   |                         |
|      |            |               |         |         |                   |                         |
| 2012 |            |               | PPdeG   | 41      |                   |                         |
| 2012 |            | PSdeG         | 18      |         |                   |                         |
| 2012 |            | AGE           | 9       |         |                   |                         |
| 2012 |            | BNG           | 7       |         |                   |                         |
|      |            |               |         |         |                   |                         |
| 2009 |            |               | PPdeG   | 38      |                   |                         |
| 2009 |            | PSdeG         | 25      |         |                   |                         |
| 2009 |            | BNG           | 12      |         |                   |                         |
|      |            |               |         |         |                   |                         |
| 2005 |            |               | PPdeG   | 37      |                   |                         |
| 2005 |            | PSdeG         | 25      |         |                   |                         |
| 2005 |            | BNG           | 13      |         |                   |                         |
|      |            |               |         |         |                   |                         |
| 2001 |            |               | PPdeG   | 41      |                   |                         |
| 2001 |            | BNG           | 17      |         |                   |                         |
| 2001 |            | PSdeG         | 17      |         |                   |                         |
|      |            |               |         |         |                   |                         |
| 1997 |            |               | PPdeG   | 42      |                   |                         |
| 1997 |            | BNG           | 18      |         |                   |                         |
| 1997 |            | PSdeG         | 15      |         |                   |                         |
|      |            |               |         |         |                   |                         |
| 1993 |            |               | PPdeG   | 43      |                   |                         |
| 1993 |            | PSdeG         | 19      |         |                   |                         |
| 1993 |            | BNG           | 13      |         |                   |                         |
|      |            |               |         |         |                   |                         |
| 1989 |            |               | PPdeG   | 38      |                   |                         |
| 1989 |            | PSdeG         | 28      |         |                   |                         |
| 1989 |            | BNG           | 5       |         |                   |                         |
| 1989 |            | PSG-EG        | 2       |         |                   |                         |
| 1989 |            | CG            | 2       |         |                   |                         |
|      |            |               |         |         |                   |                         |
| 1985 |            |               | CP      | 34      |                   |                         |
| 1985 |            | PSdeG         | 22      |         |                   |                         |
| 1985 |            | CG            | 11      |         |                   |                         |
| 1985 |            | PSG-EG        | 3       |         |                   |                         |
| 1985 |            | BNG           | 1       |         |                   |                         |
|      |            |               |         |         |                   |                         |
| 1981 |            |               | AP      | 26      |                   |                         |
| 1981 |            | UCD           | 24      |         |                   |                         |
| 1981 |            | PSdeG         | 16      |         |                   |                         |
| 1981 |            | BNG-BN-PG-PSG | 3       |         |                   |                         |
| 1981 |            | EG            | 1       |         |                   |                         |
| 1981 |            | PCG           | 1       |         |                   |                         |